# Come ti pare
Come ti pare è un singolo del cantautore italiano Aiello, pubblicato il 18 aprile 2025.

## Descrizione
Il brano, scritto dallo stesso cantautore con Fabio Algeri e Marco Cantagalli, in arte Galeffi, è prodotto da Andrea Giunta, in arte Dre Loa, e Simone Privitera, in arte Simon Says!.

## Accoglienza
Gabriele Fazio di Open scrive che il pezzo sia stato scritto «in maniera interessante, la metafora del mare agitato, come i ricordi e i pensieri di un uomo alle prese con una storia d’amore finita», trovando tuttavia la sonorità «asfissiante» trovando che «incafonisce un po’ troppo il pezzo».
Alvise Salerno di All Music Italia afferma che la canzone «non racconta nulla, non dice nulla, non pretende nulla», scrivendo che se musicalmente prende ispirazioni da Robin Schulz, su cui viene cantato un testo che presenta «tutti i crismi per essere una di quelle canzoni estive che ascolti di sfuggita».

## Video musicale
Il video musicale, diretto da Riccardo Sanmartini, è stato pubblicato in concomitanza all'uscita del brano attraverso il canale YouTube del cantautore.

## Tracce
Testi di Antonio Aiello, Fabio Algeri e Matteo Cantagalli, musiche di Antonio Aiello, Andrea Giunta e Matteo Cantagalli.
1. Come ti pare – 2:55